# Jean-Antoine Marbot
Jean-Antoine Marbot, também conhecido como Antoine Marbot (francês: [ʒɑ̃ ɑ̃twan maʁbo]; Altillac, 7 de dezembro de 1754 – Génova, 19 de abril de 1800) foi um general e político francês que participou nas Guerras Revolucionárias Francesas e nas Guerras Napoleônicas.
Em 1791 foi eleito deputado da Assembleia Nacional Legislativa pelo departamento de Corrèze. Entre 1795 e 1799 foi membro do Conselho dos Anciões e foi duas vezes eleito presidente desta câmara, em 1797 e em 1798.
Foi pai de generais Adolphe Marbot (1781–1844) e Marcellin Marbot (1782–1854).

## Honras
Seu nome está inscrito no Arco do Triunfo em Paris (pilar oeste, 34.ª coluna).